# Kiiara
Kiara Saulters (ur. 24 maja 1995 w Wilmington), znana jako Kiiara – amerykańska piosenkarka i autorka tekstów pochodząca z Wilmington, w stanie Illinois. Jej singel „Gold” osiągnął najwyższą pozycję 13. na Billboard Hot 100. Znana jest także ze współpracy z zespołem Linkin Park nad singlem „Heavy” z 2017, w którym wystąpiła gościnnie.

## Wczesne życie
Kiiara dorastała w Wilmington, w stanie Illinois. Uczęszczała do Wilmington High School, w której grała w szkolnej drużynie siatkówki. Podczas nagrywania swojej przełomowej EP-ki, pracowała również jako sprzedawczyni sprzętu komputerowego.

## Inspiracje
Kiiara wymieniła Eminema, Rihannę, Joynera Lucasa, Yelawolfa oraz zespół rockowy Linkin Park jako swoje największe inspiracje.

## Dyskografia

### Albumy studyjne
| Tytuł     | Dane dot. albumu                                                                        |
| --------- | --------------------------------------------------------------------------------------- |
| Lil Kiiwi | - Data: 9 października 2020 - Wytwórnia: Atlantic - Format: Digital download, streaming |

### Minialbumy
| Tytuł          | Dane dot. albumu                                                              | Najwyższe pozycje na listach | Najwyższe pozycje na listach | Najwyższe pozycje na listach | Najwyższe pozycje na listach |
| Tytuł          | Dane dot. albumu                                                              | US                           | US Heat.                     | AUS                          | CAN                          |
| -------------- | ----------------------------------------------------------------------------- | ---------------------------- | ---------------------------- | ---------------------------- | ---------------------------- |
| Low Kii Savage | - Data: 22 marca 2016 - Wytwórnia: Atlantic - Format: Digital download, winyl | 41                           | 13                           | 46                           | 35                           |

### Single

#### Jako główna artystka
| Tytuł                                                    | Rok  | Najwyższe pozycje na listach | Najwyższe pozycje na listach | Najwyższe pozycje na listach | Najwyższe pozycje na listach | Najwyższe pozycje na listach | Najwyższe pozycje na listach | Najwyższe pozycje na listach | Najwyższe pozycje na listach | Najwyższe pozycje na listach | Najwyższe pozycje na listach | Najwyższe pozycje na listach | Certyfikaty | Album                      |
| Tytuł                                                    | Rok  | US                           | AUS                          | BEL (FL)                     | CAN                          | DEN                          | ITA                          | NED                          | NZ                           | SWE                          | SWI                          | UK                           | Certyfikaty | Album                      |
| -------------------------------------------------------- | ---- | ---------------------------- | ---------------------------- | ---------------------------- | ---------------------------- | ---------------------------- | ---------------------------- | ---------------------------- | ---------------------------- | ---------------------------- | ---------------------------- | ---------------------------- | --- | -------------------------- |
| "Bring Me Back" (jako Kiara Saulters)                    | 2013 | —                            | —                            | —                            | —                            | —                            | —                            | —                            | —                            | —                            | —                            | —                            | | —                          |
| "Gold"                                                   | 2015 | 13                           | 5                            | 15                           | 20                           | 12                           | 53                           | 56                           | 22                           | 29                           | 53                           | 48                           | - RIAA: 3× platynowa płyta - ARIA: 2× platynowa płyta - BEA: złota płyta - BPI: złota płyta - FIMI: platynowa płyta - MC: 3× platynowa płyta - RMNZ: platynowa płyta - POL: platynowa płyta | Low Kii Savage i Lil Kiiwi |
| "Feels"                                                  | 2016 | —                            | —                            | —                            | —                            | —                            | —                            | —                            | —                            | —                            | —                            | —                            | - RIAA: złota płyta | Low Kii Savage i Lil Kiiwi |
| "Hang Up tha Phone"                                      | 2016 | —                            | —                            | —                            | —                            | —                            | —                            | —                            | —                            | —                            | —                            | —                            | | Low Kii Savage             |
| "Dopemang" (gościnnie: Ashley All Day)                   | 2016 | —                            | —                            | —                            | —                            | —                            | —                            | —                            | —                            | —                            | —                            | —                            | | —                          |
| "Whippin" (gościnnie: Felix Snow)                        | 2017 | —                            | —                            | —                            | 94                           | —                            | —                            | 113                          | —                            | —                            | —                            | —                            | | Lil Kiiwi                  |
| "Wishlist"                                               | 2017 | —                            | —                            | —                            | —                            | —                            | —                            | —                            | —                            | —                            | —                            | —                            | | —                          |
| "Messy"                                                  | 2018 | —                            | —                            | —                            | —                            | —                            | —                            | —                            | —                            | —                            | —                            | —                            | | —                          |
| "Gloe"                                                   | 2018 | —                            | —                            | —                            | —                            | —                            | —                            | —                            | —                            | —                            | —                            | —                            | | —                          |
| "Diamonds" (wraz z Jauz)                                 | 2018 | —                            | —                            | —                            | —                            | —                            | —                            | —                            | —                            | —                            | —                            | —                            | | The Wise and the Wicked    |
| "1%"                                                     | 2018 | —                            | —                            | —                            | —                            | —                            | —                            | —                            | —                            | —                            | —                            | —                            | | —                          |
| "L*** Is a Bad Word"                                     | 2018 | —                            | —                            | —                            | —                            | —                            | —                            | —                            | —                            | —                            | —                            | —                            | | —                          |
| "I Don't Wanna Be Friends"                               | 2018 | —                            | —                            | —                            | —                            | —                            | —                            | —                            | —                            | —                            | —                            | —                            | | —                          |
| "How Can You Love Me"                                    | 2018 | —                            | —                            | —                            | —                            | —                            | —                            | —                            | —                            | —                            | —                            | —                            | | —                          |
| "Open My Mouth"                                          | 2019 | —                            | —                            | —                            | —                            | —                            | —                            | —                            | —                            | —                            | —                            | —                            | | TBA                        |
| "Bipolar"                                                | 2019 | —                            | —                            | —                            | —                            | —                            | —                            | —                            | —                            | —                            | —                            | —                            | | TBA                        |
| "I Still Do"                                             | 2020 | —                            | —                            | —                            | —                            | —                            | —                            | —                            | —                            | —                            | —                            | —                            | | Lil Kiiwi                  |
| "Never Let You"                                          | 2020 | —                            | —                            | —                            | —                            | —                            | —                            | —                            | —                            | —                            | —                            | —                            | | Lil Kiiwi                  |
| "Numb" (gościnnie: DeathbyRomy & PVRIS)                  | 2020 | —                            | —                            | —                            | —                            | —                            | —                            | —                            | —                            | —                            | —                            | —                            | | Lil Kiiwi                  |
| „–” oznacza, że singel nie był notowany na danej liście. |      |                              |                              |                              |                              |                              |                              |                              |                              |                              |                              |                              | |                            |

#### Jako artystka gościnna
| Tytuł                                                                         | Rok  | Najwyższe pozycje na listach | Najwyższe pozycje na listach | Najwyższe pozycje na listach | Najwyższe pozycje na listach | Najwyższe pozycje na listach | Najwyższe pozycje na listach | Najwyższe pozycje na listach | Najwyższe pozycje na listach | Najwyższe pozycje na listach | Najwyższe pozycje na listach | Najwyższe pozycje na listach | Certyfikaty                                                                                        | Album           |
| Tytuł                                                                         | Rok  | US                           | AUS                          | AUT                          | BEL (FL)                     | BEL (WA)                     | CAN                          | IRE                          | ITA                          | SWE                          | SWI                          | UK                           | Certyfikaty                                                                                        | Album           |
| ----------------------------------------------------------------------------- | ---- | ---------------------------- | ---------------------------- | ---------------------------- | ---------------------------- | ---------------------------- | ---------------------------- | ---------------------------- | ---------------------------- | ---------------------------- | ---------------------------- | ---------------------------- | -------------------------------------------------------------------------------------------------- | --------------- |
| "Heavy" (Linkin Park gościnnie: Kiiara)                                       | 2017 | 45                           | 33                           | 9                            | —                            | —                            | 46                           | 88                           | 78                           | 82                           | 8                            | 43                           | - ARIA: złota płyta - FIMI: złota płyta - RIAA: złota płyta - BVMI: złota płyta - SWI: złota płyta | One More Light  |
| "Complicated" (Dimitri Vegas & Like Mike oraz David Guetta gościnnie: Kiiara) | 2017 | —                            | —                            | 51                           | 4                            | 6                            | —                            | —                            | —                            | 44                           | 37                           | —                            | - BEA: platynowa płyta                                                                             | —               |
| "Cross My Mind Pt. 2" (A R I Z O N A gościnnie: Kiiara)                       | 2017 | —                            | —                            | —                            | —                            | —                            | —                            | —                            | —                            | —                            | —                            | —                            | | —               |
| "Put Me Back Together" (Cheat Codes gościnnie: Kiiara)                        | 2018 | —                            | —                            | —                            | —                            | —                            | —                            | —                            | —                            | —                            | —                            | —                            | | —               |
| "Be Somebody" (Steve Aoki i Nicky Romeo gościnnie: Kiiara)                    | 2018 | —                            | —                            | —                            | —                            | —                            | —                            | —                            | —                            | —                            | —                            | —                            | | Neon Future III |
| "Obsessed" (Ashley All Day gościnnie: Kiiara)                                 | 2019 | —                            | —                            | —                            | —                            | —                            | —                            | —                            | —                            | —                            | —                            | —                            | | Plug Diares     |
| "You're Not Alone" (Don Diablo gościnnie: Kiiara)                             | 2019 | —                            | —                            | —                            | —                            | —                            | —                            | —                            | —                            | —                            | —                            | —                            | | —               |
| "Lonely Baby" (Hyphen Hyphen gościnnie: Kiiara)                               | 2019 | —                            | —                            | —                            | —                            | —                            | —                            | —                            | —                            | —                            | —                            | —                            | | —               |
| "Back To You" (Ekali gościnnie: Kiiara)                                       | 2019 | —                            | —                            | —                            | —                            | —                            | —                            | —                            | —                            | —                            | —                            | —                            | | A World Apart   |
| „–” oznacza, że singel nie był notowany na danej liście.                      |      |                              |                              |                              |                              |                              |                              |                              |                              |                              |                              |                              | |                 |

### Inne notowane utwory
| Tytuł                                                   | Rok  | Najwyższe pozycje na listach | Najwyższe pozycje na listach | Najwyższe pozycje na listach | Najwyższe pozycje na listach | Najwyższe pozycje na listach | Album             |
| Tytuł                                                   | Rok  | US Bub.                      | US Dig.                      | US Rap Dig.                  | CAN Dig.                     | JPN Hot                      | Album             |
| ------------------------------------------------------- | ---- | ---------------------------- | ---------------------------- | ---------------------------- | ---------------------------- | ---------------------------- | ----------------- |
| "Darkside" (Ty Dolla $ign i Future gościnnie: Kiiara)   | 2017 | 22                           | 27                           | 7                            | 26                           | —                            | Bright: The Album |
| "In The Stars" (One Ok Rock gościnnie: Kiiara)          | 2019 | —                            | —                            | —                            | —                            | 19                           | Eye of the Storm  |
| „–” oznacza, że utwór nie był notowany na danej liście. |      |                              |                              |                              |                              |                              |                   |

### Występy gościnne
| Tytuł          | Rok  | Inni artyści          | Album               |
| -------------- | ---- | --------------------- | ------------------- |
| "Darkside"     | 2017 | Ty Dolla $ign, Future | Bright: The Album   |
| "Chit Chat"    | 2018 | Alma                  | Heavy Rules Mixtape |
| "Makin Money"  | 2018 | Lil Aaron             | Rock$tar Famou$     |
| "In The Stars" | 2019 | One Ok Rock           | Eye of the Storm    |

### Teledyski
| Tytuł                                                                         | Rok  | Reżyser                                                      | Przyp. |
| ----------------------------------------------------------------------------- | ---- | ------------------------------------------------------------ | ------ |
| "Gold"                                                                        | 2016 | —                                                            | [ 59 ] |
| "Feels"                                                                       | 2016 | —                                                            | [ 60 ] |
| "Heavy" (Linkin Park gościnnie: Kiiara)                                       | 2017 | Tim Mattia                                                   | [ 61 ] |
| "Whippin" (gościnnie: Felix Snow)                                             | 2017 | Colin Tilley                                                 | [ 62 ] |
| "Complicated" (Dimitri Vegas & Like Mike oraz David Guetta gościnnie: Kiiara) | 2017 | Phillip R Lopez                                              | [ 63 ] |
| "Messy"                                                                       | 2018 | —                                                            | [ 64 ] |
| "Messy" (Stripped)                                                            | 2018 | —                                                            | [ 65 ] |
| "Gloe"                                                                        | 2018 | —                                                            | [ 66 ] |
| "Be Somebody" (Steve Aoki & Nicky Romero gościnnie: Kiiara)                   | 2018 | —                                                            | [ 67 ] |
| "Obsessed" (Ashley All Day gościnnie: Kiiara)                                 | 2019 | Edgar Esteves                                                | [ 68 ] |
| "You're Not Alone" (Don Diablo gościnnie: Kiiara)                             | 2019 | Patrick Van Der Wal, Jessey Bijl, Hoang Tran, Jurre Bouhuijs | [ 69 ] |
| "Open My Mouth"                                                               | 2019 | Juliana Carpino                                              | [ 70 ] |
| "Open My Mouth" (Stripped)                                                    | 2019 | —                                                            | [ 71 ] |
| "Open My Mouth" (Vertical video)                                              | 2019 | —                                                            | [ 72 ] |
| "Bipolar"                                                                     | 2019 | —                                                            | [ 73 ] |
| "I Still Do"                                                                  | 2020 | David Camarena                                               | [ 74 ] |
| "So Sick"                                                                     | 2020 | —                                                            | [ 75 ] |